# Frédéric Mistral
Frédéric Mistral (født 8. september 1830, død 25. marts 1914) var en fransk poet. Mistral blev tildelt nobelprisen i litteratur i 1904 sammen med José Echegaray y Eizaguirre.
Mistral kom fra en velsitueret familie og led aldrig under økonomiske problemer. Han studerede jura ved universitetet i Avignon, blandt andet under Joseph Roumanille som skrev provencalsk lyrik. Roumanille blev til sidst Mistrals ven og en inspiration for hans egen provencalske digtning.
Mistral var meget optaget af den lokale sprogtradition og blev leder for den såkaldte Felibrigébevægelse som blev grundlagt i 1854 for at bevare provencalsk sprog og kultur.
Han var en del af bevægelsen helt til sin død i 1914. Mistrals egen poesi skrev han på provencalsk, og han nedlagde mere end 20 års arbejde på sin Lou Tresor de Felibrige, en provencalsk ordbog.